# Görkem Sağlam
Görkem Sağlam (Gelsenkirchen, 22 ottobre 1998) è un calciatore tedesco, centrocampista dell'Hatayspor.

## Caratteristiche tecniche
È un trequartista.

## Carriera

### Club
Cresciuto nel settore giovanile del Bochum, ha debuttato in prima squadra il 15 maggio 2016 disputando l'incontro di 2. Bundesliga vinto 4-2 contro l'Heidenheim. Il 20 gennaio 2020 è passato a titolo definitivo al Willem II.

### Nazionale
Ha giocato nelle nazionali giovanili turche Under-15, Under-16, Under-17, Under-18, Under-19 ed Under-20.

## Statistiche
Statistiche aggiornate all'8 marzo 2020.

### Presenze e reti nei club
| Stagione        | Squadra         | Campionato      | Campionato | Campionato | Coppe nazionali | Coppe nazionali | Coppe nazionali | Coppe continentali | Coppe continentali | Coppe continentali | Altre coppe | Altre coppe | Altre coppe | Totale | Totale | Totale |
| Stagione        | Squadra         | Comp            | Pres       | Reti       | Comp            | Pres            | Reti            | Comp               | Pres               | Reti               | Comp        | Pres        | Reti        | Pres   | Reti   |        |
| --------------- | --------------- | --------------- | ---------- | ---------- | --------------- | --------------- | --------------- | ------------------ | ------------------ | ------------------ | ----------- | ----------- | ----------- | ------ | ------ | ------ |
| 2015-2016       | Bochum          | 2L              | 1          | 0          | CG              | 0               | 0               |                    | -                  | -                  |             | -           | -           | 1      | 0      |        |
| 2016-2017       | Bochum          | 2L              | 14         | 1          | CG              | 0               | 0               |                    | -                  | -                  |             | -           | -           | 14     | 1      |        |
| 2017-2018       | Bochum          | 2L              | 4          | 0          | CG              | 1               | 1               |                    | -                  | -                  |             | -           | -           | 5      | 1      |        |
| 2018-2019       | Bochum          | 2L              | 10         | 0          | CG              | 0               | 0               |                    | -                  | -                  |             | -           | -           | 10     | 0      |        |
| 2019-2020       | Bochum          | 2L              | 0          | 0          | CG              | 0               | 0               |                    | -                  | -                  |             | -           | -           | 0      | 0      |        |
| Totale Bochum   | Totale Bochum   | Totale Bochum   | 29         | 1          |                 | 1               | 1               |                    | -                  | -                  |             | -           | -           | 30     | 2      |        |
| 2019-2020       | Willem II       | ED              | 3          | 0          | CO              | 0               | 0               |                    | -                  | -                  |             | -           | -           | 3      | 0      |        |
| Totale carriera | Totale carriera | Totale carriera | 32         | 1          |                 | 1               | 1               |                    | -                  | -                  |             | -           | -           | 33     | 2      |        |